# From ABC to Z
『from ABC to Z』（フロム エービーシー トゥー ジー）は、A.B.C-Zの1作目のスタジオ・アルバムで2014年3月12日にリリース。5stars限定盤、通常盤の2形態で発売された。A.B.C-Zが2012年にDVDデビューして以来初のCDを発売。これまでリリースした五枚のDVDの曲やジャニーズJr.時代に歌っていた曲を収録。

## 解説
Disc1がデビュー後、Disc2がジャニーズJr.時代の楽曲で構成されている。
制作の経緯は、舞台『JOHNNYS' 2020 WORLD』の昼公演と夜公演の間にいきなりジャニー喜多川から「早くCD出しちゃってよ」と言われたことという。A.B.C-Z本人たちだけでなくスタッフも初耳だったそうだが、ジャニーに「夜公演のトークコーナーで言っちゃっていいよ」と言われ発表した。
5stars限定盤は5万5555枚限定生産。
2025年2月1日にデビュー13周年を記念し、A.B.C-Zが全アルバムをサブスク解禁。本作もボーナストラックを含め配信が開始された。

## 収録曲

### CD
※は本作でCD初収録。

#### DISC 1
- 「5 Rings」以降、通常盤のみ収録。

1. Za ABC〜5stars〜 [4:16]
作詞：作田雅弥、作曲：Tommy Clint、編曲：Tommy Clint・奥山明
  - 1stDVDシングル
  - 3rdDVDシングル「Twinkle Twinkle A.B.C-Z」CD付き初回限定盤Special CD収録曲
2. ずっとLOVE [4:47]
作詞：戸塚祥太、作曲：Andreas Johansson・David Fremberg・DAICHI、編曲：中西裕之
  - 2ndDVDシングル
  - 4thDVDシングル「Walking on Clouds」CD付き初回限定盤Special CD収録曲
3. Twinkle Twinkle A.B.C-Z [4:49]
作詞：ジョーイ・カルボーン・Jayda Jeon・Komei Kobayashi・A.B.C-Z、作曲：Jayda Jeon・ジョーイ・カルボーン、編曲：生田真心
  - 3rdDVDシングル
  - 5thDVDシングル「Never My Love」初回限定盤A Special Single CD1収録曲
4. Walking on Clouds [4:36]
作詞：Komei Kobayashi、作曲：Kent Mattsson・Mats Larsson・Annika Andersson、編曲：佐藤泰将
  - 4thDVDシングル
  - 5thDVDシングル初回限定盤Z Special Single CD2収録曲
5. Never My Love※ [6:05]
作詞・作曲：Don Addrisi・Dick Addrisi、編曲：佐藤泰将
  - 5thDVDシングル
6. 砂のグラス [3:48]
作詞：亜美、作曲：瀬川浩平、編曲：鈴木雅也
  - 1stDVDシングルカップリング
  - 3rdDVDシングルCD付き初回限定盤Special CD収録曲
7. ボクラ 〜LOVE & PEACE〜 [4:35]
作詞：shu、作曲：Fredrik Hult・Carl Utbult・ヒロイズム・伊橋成哉、編曲：川端良征
  - 2ndDVDシングルカップリング
  - 4thDVDシングルCD付き初回限定盤Special CD収録曲
8. Desperado [3:52]
作詞：Komei Kobayashi、作曲・編曲：Chris Meyer・Oskar Persson
  - 3rdDVDシングルカップリング
  - 5thDVDシングル初回限定盤A Special Single CD1収録曲
9. LET'S SING A SONG [4:36]
作詞・作曲・編曲：ha-j
  - 3rdDVDシングルCD付き初回限定盤Special CD収録曲
10. My life [3:54]
作詞：Komei Kobayashi、作曲：Erik Wigelius・Anders Wigelius・DAICHI、編曲：立山秋航
  - 4thDVDシングルカップリング
  - 5thDVDシングル初回限定盤Z Special Single CD2収録曲
11. 恋に落ちたボディガード [4:56]
作詞：樫野心、作曲：林田健司、編曲：鈴木雅也
  - 4thDVDシングルCD付き初回限定盤Special CD収録曲
12. Like A Blow※ [3:55]
作詞：Komei Kobayashi、作曲・編曲：Tommy Clint
  - 5thDVDシングルカップリング
13. 5 Rings [3:53]
作詞：戸塚祥太、作曲：Niklas Edberger、編曲：Niklas Edberger・奥山アキラ
  - 舞台『ABC座 2013 ジャニーズ伝説』のパフォーマンスのために作られた楽曲[6]。パフォーマンスの内容は、メンバー5人が個別の車輪装置「5 Rings」に入って回るというもの[7][8]。
  - メンバーの戸塚が作詞した歌詞には、5人それぞれを象徴するような漢字（橋本=心、河合=和、五関=技、塚田=体、戸塚=愛）が入れられている[6]。
14. Space Beat [3:31]
作詞：Komei Kobayashi、作曲・編曲：Kim Jin Hwan

#### Disc 2
1. Freedom 〜溢れ出す想い〜 [4:36]
作詞・作曲・編曲：オオヤギヒロオ
  - 2006年オリジナル曲
  - 5thDVDシングル初回限定盤A Special Single CD1収録曲
2. Crazy Accel [4:16]
作詞：TAKESHI、作曲：前口渉、編曲：増田武史
  - 2006年オリジナル曲
  - 3rdDVDシングルCD付き初回限定盤Special CD収録曲
3. 孤独のRUNAWAY [4:52]
作詞・作曲・編曲：オオヤギヒロオ
  - 2006年オリジナル曲
  - 5thDVDシングル初回限定盤Z Special Single CD2収録曲
4. STAR SEEKER※ [6:46]
作詞・作曲：加藤裕介、編曲：川端良征
  - 2006年オリジナル曲
5. Naked※ [2:52]
作詞・作曲・編曲：宮崎歩
  - 2007年オリジナル曲
6. Attraction!※ [3:22]
作詞：仁科佐規、作曲：AKIRASTAR、編曲：山崎淳
  - 2007年オリジナル曲
7. Crush [2:51]
作詞：白井裕紀、作曲：加藤裕介、編曲：吉岡たく
  - 2007年オリジナル曲
  - 5thDVDシングル初回限定盤Z Special Single CD2収録曲
8. サヨナラBOX [3:52]
作詞・作曲：821R、編曲：秋元直也
  - 2008年オリジナル曲
  - 5thDVDシングル初回限定盤A Special Single CD1収録曲
9. HIGHER! FLY!※ [2:39]
作詞：近藤ナツコ、作曲・編曲：加藤裕介
  - 2008年オリジナル曲
10. 明日の為に僕がいる [5:17]
作詞：キノシタトモヤ・白井裕紀、作曲：オオヤギヒロオ、編曲：鈴木雅也
  - 2008年オリジナル曲
  - 3rdDVDシングルCD付き初回限定盤Special CD収録曲
11. Vanilla [4:46]
作詞・作曲：井手コウジ、編曲：鈴木雅也
  - 2008年オリジナル曲
  - 4thDVDシングルCD付き初回限定盤Special CD収録曲
12. InaZuma☆Venus [3:55]
作詞：大智・漆野淳哉、作曲：大智、編曲：清水哲平
  - 2009年オリジナル曲
  - 4thDVDシングルCD付き初回限定盤Special CD収録曲
13. A to Z [2:59]
作詞：ma-saya、作曲：山下和彰、編曲：中村康就・ha-j・山原一浩
  - 2009年オリジナル曲
  - 3rdDVDシングルCD付き初回限定盤Special CD収録曲
14. Dream 〜5つの願い〜 [3:40]
作詞・作曲：北室龍馬、編曲：大坪直樹
  - 2011年オリジナル曲
  - 4thDVDシングルCD付き初回限定盤Special CD収録曲
15. Let's Go!! 〜未来へ架かる橋〜 [4:15]
作詞：戸塚祥太・河合郁人、作曲：滝沢秀明、編曲：ha-j
  - 2011年オリジナル曲
  - 4thDVDシングルCD付き初回限定盤Special CD収録曲

### DVD
※5stars限定盤のみ
1. A.B.C-Z SpecialMovie（約34分）
  - メンバーそれぞれがA.B.C-Zを語るソロインタビュー[4]
2. A.B.C-Z×永岡歩さん 乃木坂での密談(約94分収録)
  - CBCラジオアナウンサーの永岡歩とA.B.C-Zが結成から現在までを振り返るオリジナル番組[4]

## 通常盤初回封入特典
- オリジナル・トレーディングカード2枚セット（集合1種+ソロ5種のうち1種）